# ميجور أوليمبيو
ميجور أوليمبيو (20 مارس 1962 - 18 مارس 2021) كان ضابط شرطة وسياسيًا برازيليًا، وعضوًا في الحزب الاجتماعي الليبرالي. كان نائبًا لولاية ساو باولو، وزعيم حزب العمل الديمقراطي خلال فترة عضويته في الجمعية التشريعية في ساو باولو. في الانتخابات العامة البرازيلية 2014 انتخب نائبًا فيدراليًا لساو باولو. في عام 2018 انتخب عضوا في مجلس الشيوخ الاتحادي.

## السيرة الشخصية
كان سيرجيو أوليمبيو جوميز، من مواليد بريزيدنتي فنسيسلاو، رئيسًا سابقًا لجمعية باوليستا لمسؤولي الشرطة العسكرية في ولاية ساو باولو. كمسؤول كان في منصبه لمدة 29 عامًا. حصل على درجة البكالوريوس في العلوم القضائية والاجتماعية. عمل كصحفي ومدرس تربية بدنية وفني في الدفاع عن النفس ومدرب إطلاق نار ومؤلف كتب تركز على القضايا الأمنية. في عام 2006 انتخب نائبا للدولة بأغلبية 52.386 صوتًا، وأعيد انتخابه في عام 2010 بأغلبية 135.409 صوتًا. في عام 2015 بدأ ولايته الأولى كنائب فيدرالي بعد انتخابه في انتخابات 2014 بأغلبية 179,196 صوتًا. في عام 2006 انضم إلى حزب الخضر، وترشح لمنصب نائب الدولة وانتخب.
في عام 2010 انضم أوليمبيو إلى حزب العمل الديمقراطي وأعيد انتخابه نائبًا للولاية. أعلن لاحقًا ترشيحه لحكومة ساو باولو في انتخابات 2014.
في يونيو 2013 انتقد أوليمبيو رئيس بلدية ساو باولو فرناندو حداد وحاكم ولاية ساو باولو جيرالدو ألكمين لموقفهما في مواجهة الاحتجاجات العامة، مشيرًا إلى أنه يجب أن يكون كلاهما أكثر تركيزًا في انتخابات العام المقبل أكثر من العنف وأنهما «يفتقر إلى معصم قوي».
في عام 2015 تولى أوليمبيو منصبه في ولايته الأولى كنائب فيدرالي، بعد أن تم انتخابه في عام 2014 بأغلبية 179.196 صوتًا.
أثناء أداء اليمين للرئيس السابق لولا كرئيس للأركان في 17 مارس 2016، صرخ أوليمبيو «عار!»، حيث تعرض للاستهزاء من قبل الضيوف وإخراجهم من الموقع من قبل حراس الأمن.
صوت أوليمبيو لصالح إقالة ديلما روسيف في عام 2016. أثناء حكومة ميشال تامر، صوّت ضد «سقف» مشروع قانون الإنفاق العام. في أبريل 2017 كان ضد الإصلاح العمالي. في أغسطس وأكتوبر 2017 أيد أوليمبيو طلبًا بفتح تحقيق ضد الرئيس ميشال تامر.
كان ماسونيًا.
توفي أوليمبيو بسبب كوفيد 19 في 18 مارس 2021 أثناء الجائحة في البرازيل. أصبح ثالث عضو في مجلس الشيوخ يموت من المرض بعد أرولدي دي أوليفيرا في أكتوبر وخوسيه مارانهاو في فبراير.